# أوتو هاب
أوتو هاب (و. 1850 – 1931 م) هو طبيب عيون، وطبيب، وأستاذ جامعي سويسري، توفي في زيورخ، عن عمر يناهز 81 عاماً.

## مناصب
تولى منصب رئيس الجامعة، جامعة زيورخ (1904–1906)
.

## التعليم
تعلم في جامعة زيورخ
.